# Amaurobiidae

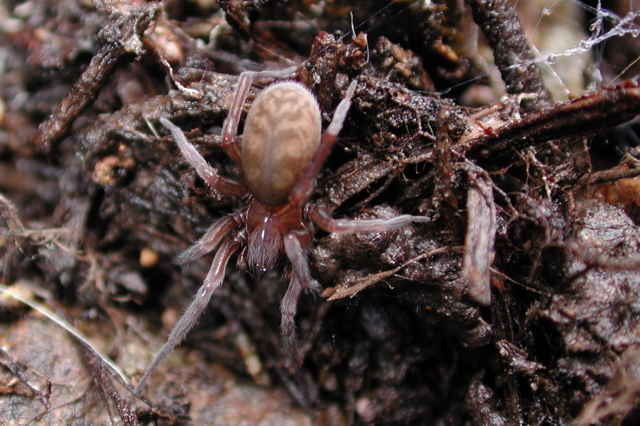
Pimus sp..

Amaurobiidae é uma família de aranhas cribeladas de tamanho médio, semelhantes às integradas na família Agelenidae, mas com as pernas mais curtas e fieiras muito menores. As teias têm a forma de um funil. A família integra 71 géneros e cerca de 682 espécies.